# Tabliczka natrumienna
Tabliczka natrumienna lub nagrobna – wykonana zazwyczaj z metalu lub tworzywa sztucznego, zawiera informacje o osobie zmarłej takie jak  imię, nazwisko, data urodzenia, data śmierci, liczba przeżytych lat oraz epitafium. Umieszczana jest zazwyczaj na trumnach, urnach lub krzyżach przy grobie. Tabliczka znajdująca się na krzyżu daje możliwość identyfikacji miejsca spoczynku.

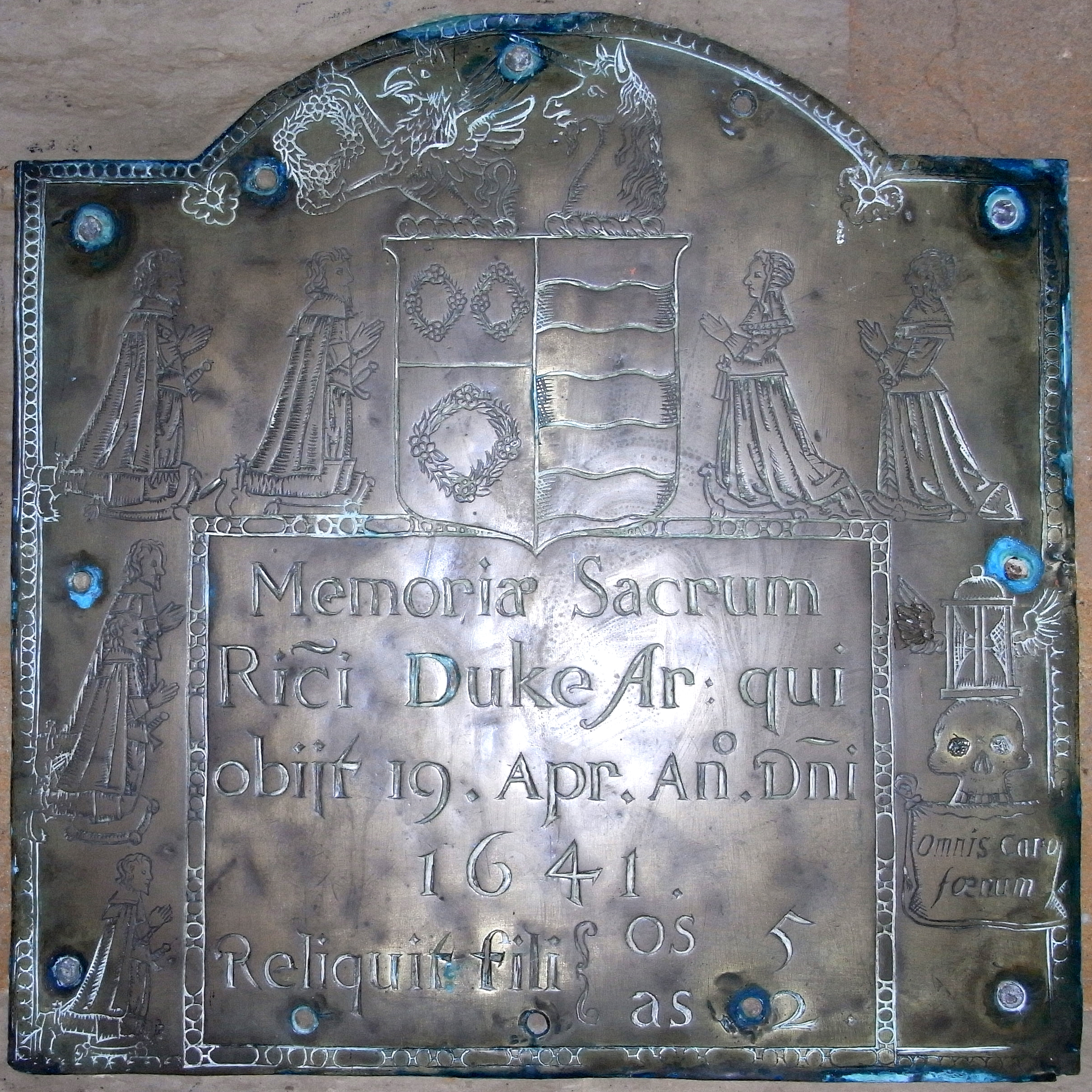
Mosiężna tablica natrumienna Richarda III Duke’a (1567–1641), lorda dworskiego Otterton (Devon, Anglia)
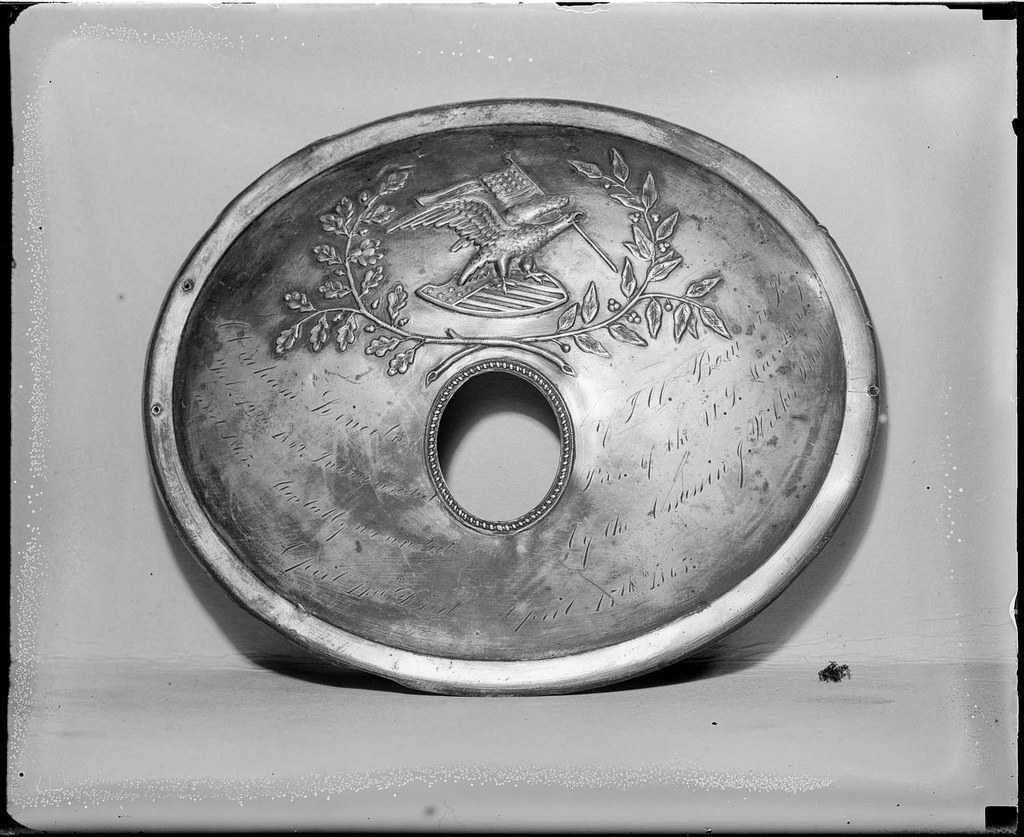
Tabliczka pogrzebowa Abrahama Lincolna sfotografowana w 1914
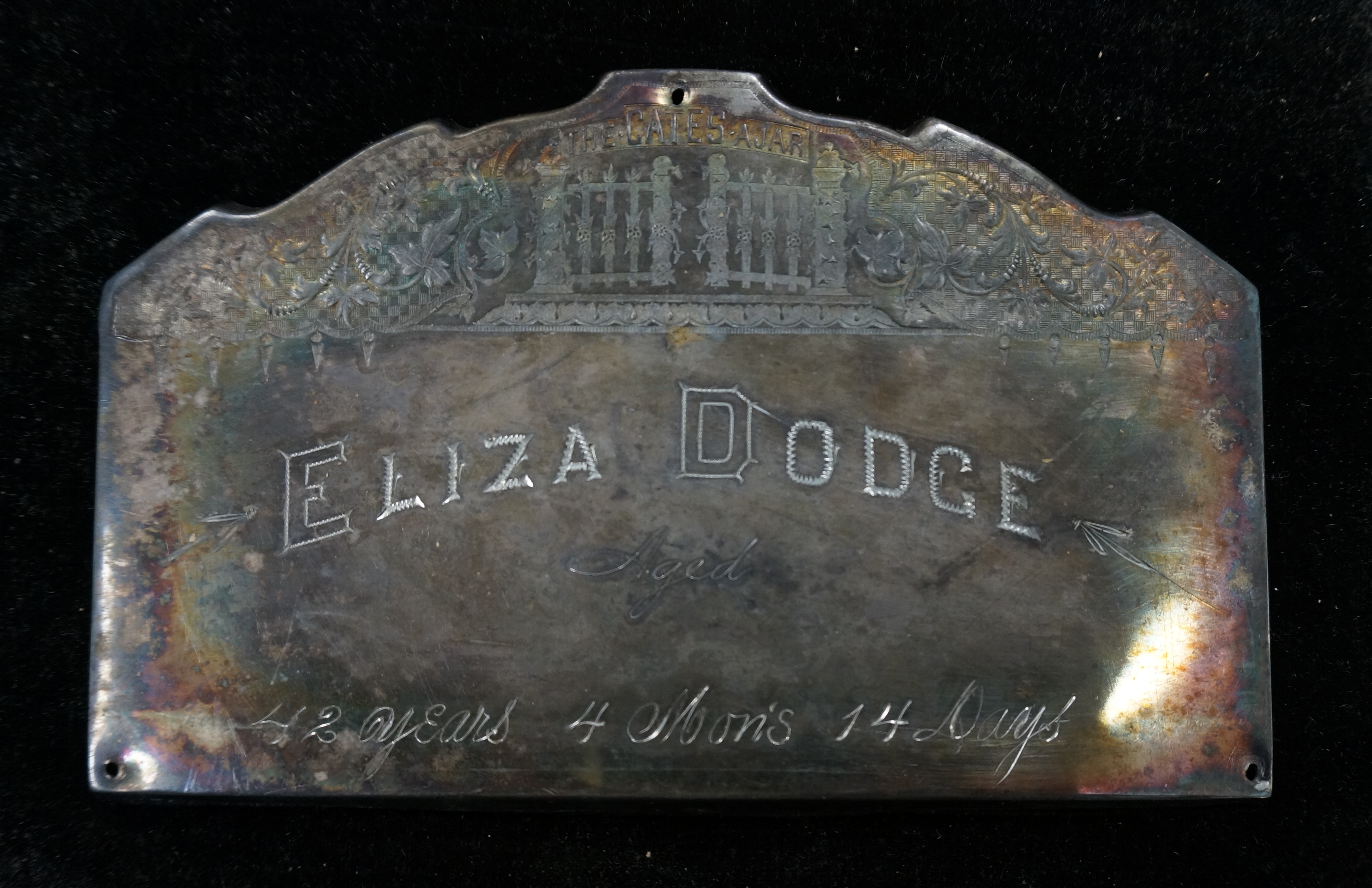
Pogrzebowa tabliczka z 1890, znaleziona w Deseronto (Ontario, Kanada)